# Dighwara
Dighwara è una città dell'India di 27.327 abitanti, situata nel distretto di Saran, nello stato federato del Bihar. In base al numero di abitanti la città rientra nella classe III (da 20.000 a 49.999 persone).

## Geografia fisica
La città è situata a 25° 43' 60 N e 85° 0' 0 E e ha un'altitudine di 42 m s.l.m..

## Società

### Evoluzione demografica
Al censimento del 2001 la popolazione di Dighwara assommava a 27.327 persone, delle quali 14.291 maschi e 13.036 femmine. I bambini di età inferiore o uguale ai sei anni assommavano a 5.168, dei quali 2.565 maschi e 2.603 femmine. Infine, coloro che erano in grado di saper almeno leggere e scrivere erano 13.009, dei quali 8.390 maschi e 4.619 femmine.